# Achham (dystrykt)

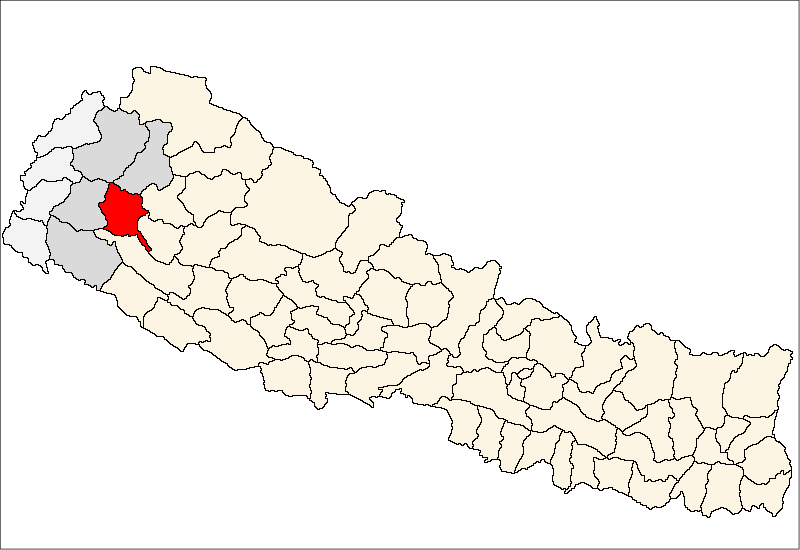
Dystrykt Achham

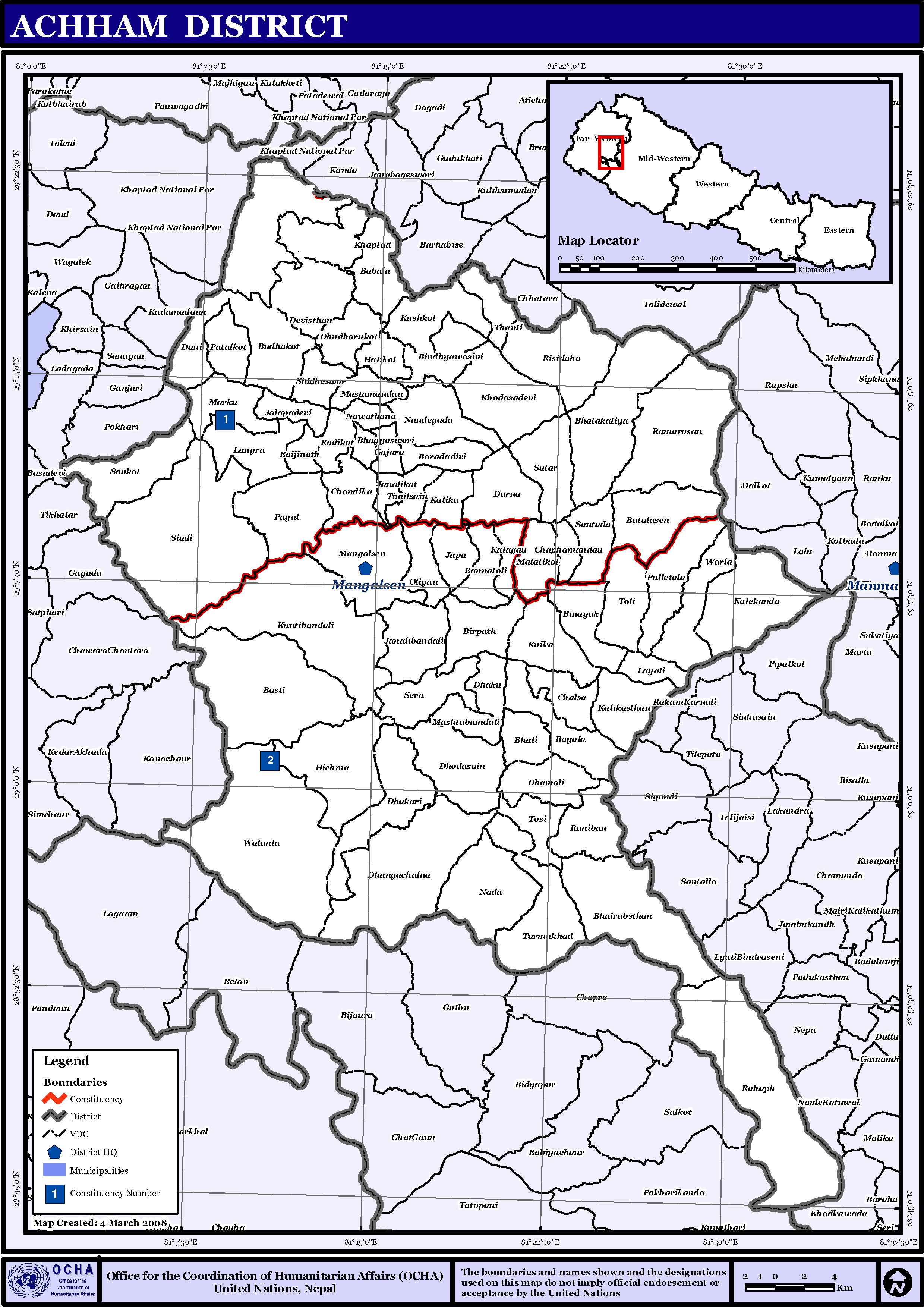
Dystrykt Achham

Dystrykt Achham (nep. अछाम) – jeden z siedemdziesięciu pięciu dystryktów Nepalu. Leży w strefie Seti. Dystrykt ten zajmuje powierzchnię 1680 km², w 2011 zamieszkiwało go 257 477 ludzi. Stolicą jest Mangalsen.